# Niemiecki Instytut Archeologiczny
Niemiecki Instytut Archeologiczny (niem. Deutsches Archäologisches Institut, DAI) – międzynarodowa instytucja naukowo-badawcza, założona w 1829 w Rzymie jako  Istituto di corrispondenza archeologica. Współcześnie jest to instytucja federalna Niemiec z siedzibą w Berlinie. Podległa jest Ministerstwu Spraw Zagranicznych Niemiec. Instytut zatrudnia ponad 350 pracowników w 20 miastach na całym świecie i prowadzi wykopaliska i badania w dziedzinie archeologii oraz dyscyplin pokrewnych.